# 格拉季夫卡 (韋謝利諾韋區)
47°23′21″N 31°4′50″E / 47.38917°N 31.08056°E
格拉季夫卡（烏克蘭語：Градівка），是烏克蘭南部的村莊，隸屬尼古拉耶夫州的沃茲涅先斯克區。該村始建於1802年，面積1.2平方公里，海拔高度20米，2001年人口546，人口密度每平方公里455人。